# Luke Fortner
Luke Fortner (Sylvania, 15 maggio 1998) è un giocatore di football americano statunitense che milita nel ruolo di centro per i New Orleans Saints della National Football League (NFL).

## Carriera

### Jacksonville Jaguars
Al college Fortner giocò a football all'Università del Kentucky. Fu scelto nel corso del terzo giro (65º assoluto) assoluto nel Draft NFL 2022 dai Jacksonville Jaguars. Debuttò come professionista partendo come titolare nella gara del primo turno contro i Washington Commanders. La sua prima stagione si chiuse disputando tutte le 17 partite come titolare.

### New Orleans Saints
Il 18 agosto 2025 Fortner fu scambiato con i New Orleans Saints.